# Bazilika svaté Klotyldy
Bazilika svaté Klotyldy a Valérie (fr. Basilique Sainte-Clotilde-et-Sainte-Valère) je katolický farní kostel a bazilika minor v 7. obvodu v Paříži, na náměstí Square Samuel-Rousseau.

## Historie
Kostel byl postaven v letech 1846-1857. Na stavbě se podíleli architekti Christian Gau a po jeho smrti roku 1853 Théodore Ballu, který postavil též kostel Nejsvětější Trojice. Kostel byl zasvěcen svaté Klotyldě a svaté Valérii.
V letech 1859-1890 zde byl varhaníkem skladatel César Franck, autorem varhan je Aristide Cavaillé-Coll.
V roce 1897 u příležitosti oslav 1400. výročí přijetí křtu králem Chlodvíkem, jehož druhá manželka byla svatá Klotylda, papež Lev XIII. povýšil kostel na baziliku minor. V roce 2007 byl pořízen nový hlavní oltář.

## Architektura
Novogotická stavba je charakteristická svými dvěma špičatými věžemi o výšce 69 m. Vnitřní prostor je prosvětlený. V oknech jsou vitráže, obrazy namaloval Jules Eugène Lenepveu (kaple Panny Marie), sochy vytvořili James Pradier, Francisque Duret a Eugène Guillaume, který vytvořil sérii ze života svaté Valérie.
Bazilika posloužila architektovi Léonu Vautrinovi jako vzor při vytvoření fasády katedrály Nejsvětějšího Srdce Ježíšova v Kantonu.